# BlackAF
BlackAF är en amerikansk komediserie från 2020. Serien är skapad av Kenya Barris som även spelar den manliga huvudrollen. Första säsongen består av åtta avsnitt.
Seriens svenska premiär var den 17 april 2020 på Netflix.

## Handling
Serien handlar om Keyna Barrs och hans familj. De är nyrika och familjen gillar lyxlivet och försöker anpassa sig till att leva som välbärgade afroamerikaner.

## Rollista (i urval)
- Rashida Jones – Joya Barris
- Kenya Barris – Kenya Barris
- Iman Benson – Drea Barris
- Genneya Walton – Chloe Barris
- Scarlet Spencer – Izzy Barris
- Justin Claiborne – Pops Barris
- Ravi Cabot-Conyers – Kam Barris